# První válka v Kongu
První válka v Kongu (říjen 1996- květen 1997) byla občanskou válkou s účastí mnoha dalších států na území dnešního Konga. Proti sobě stanuli prezident Mobutu Sese Seko a jeho zairské ozbrojené síly a povstalecký vůdce Laurenta-Desiré Kabila, který se mohl opřít o podporu sousedních států (hlavně Rwandy, Ugandy a Burundi). Ty viděly v intervenci možnost vypořádat se s rebely, kteří z území Zairu útočili na jejich vlastní území. Mobutu byl nakonec svržen, ale Kabilovi se nepodařilo stabilizovat zemi a krveprolití v podobě Druhé konžské války, nazývané též jako Africká světová válka, vypuklo v srpnu 1998.

## Příčiny války

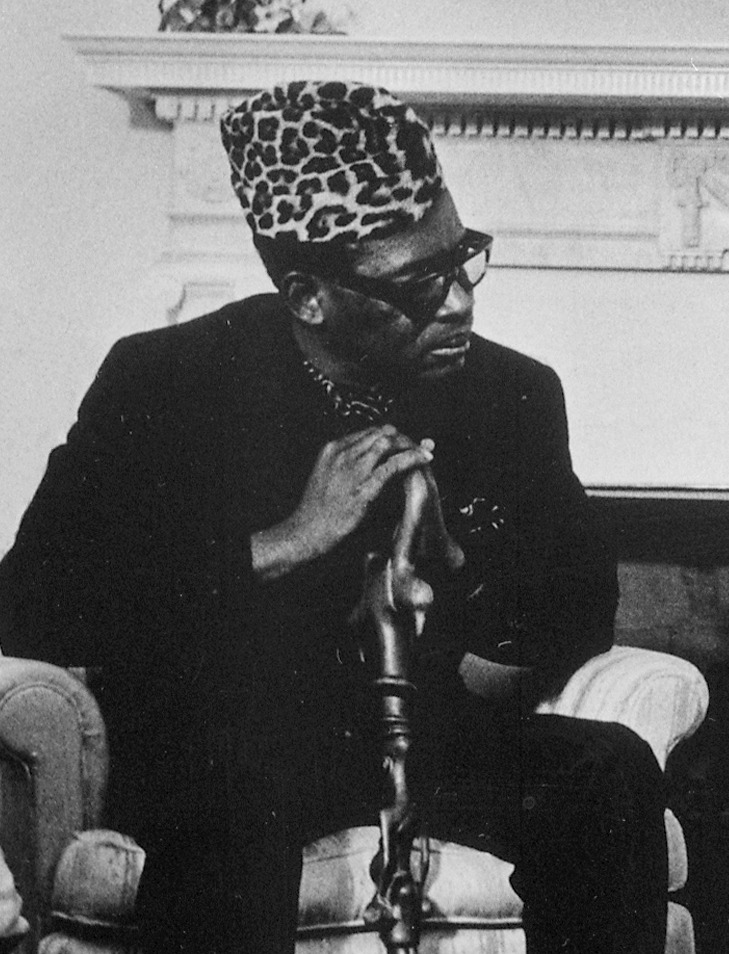
Mobutu Sese Seko

Po vojenském puči nastoupil roku 1965 do funkce prezidenta Mobutu Sese Seko. Podporován vládou USA, která chtěla zamezit jakýkoliv náznaku komunistického vývoje v zemi, vybudoval vládu jedné strany. Postupně přejmenoval hlavní město země na Kinshasa, řeku Kongo nazval Zaire a následně také přejmenoval Konžskou demokratickou republiku na Republiku Zaire. Za léta svého působení ve funkci prezidenta si vybudoval silný kult osobnosti.
Po ochladnutí vztahů s USA se na počátku 90. let začala v zemi prosazovat myšlenka na demokratizaci země. Lidé požadovali reformy a tomu měla částečně vyhovět ústava třetí republiky, kterou Mobutu vyhlásil roku 1990. Reformy, zavedené Mobutem, se ale záhy ukázaly jako spíše symbolické a situaci v zemi nijak výrazně neřešily.
Vnitřní boj proti Mobutovi se formoval již od jeho nástupu do funkce. Mezi Mobutovi odpůrce patřili ze začátku hlavně zastánci svrženého premiéra Lumumby a etnické menšiny, kterým se nelíbilo financování okolí Kinshasy na úkor okrajových částí země. Během utečenecké krize, která přišla na počátku 90. let, se situace začala rychle dramatizovat.
Roku 1994 otevřel Mobutu východní hranice země přívalu Hutů, prchajících po genocidě ze Rwandy. Mezi utečenci byli ale také příslušníci Interahamwe, milicí zapojené do genocidy. Zakládali tábory na východě Zaire, odkud napadali nejen Rwandské Tutsie, ale také Banyamulenge (Zairští Tutsiové). Mobutu, který využíval politické podpory Hutů, na rostoucí násilí v zemi příliš nereagoval.

## Průběh první války

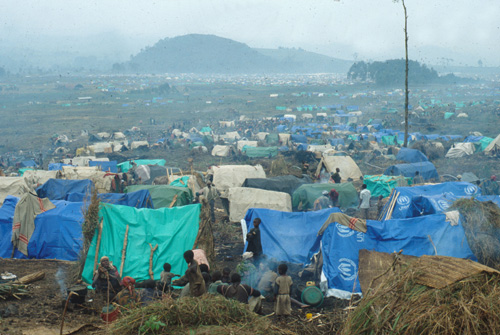
Uprchlický tábor v Zairu

Roku 1996 vydal viceguvernér provincie Jižní Kivu prohlášení, aby příslušníci kmene Banyamulenge opustili republiku Zaire. To vyvolala silnou vlnu odporu. Proti-Mobutovské síly se spojily, aby vytvořily Spojenectví demokratických sil pro osvobození Konga-Zaire (Alliance des Forces démocratiques pour la Libération du Congo-Zaire, AFDLC). Do čela odporu se postavil dlouholetý odpůrce Mobuty, Laurent-Desiré Kabila.
Díky aktivní podpoře ze strany Rwandy, Angoly a Ugandy, postupovaly jednotky pod vedením Kabily rychle podél toku Konga. Cestou se setkávaly většinou jen s váhavým odporem Mobutova režimu. Mnoho z bojovníků AFDLC byli Tutsiové, váleční veteráni z občanké války ve Rwandě. Kabila sám měl důvěru lidu díky dlouholetému odporu proti vládě.
Jednotky pod vedením Kabily začaly pomalu postupovat v prosinci 1996 západním směrem, přebírajíce kontrolu nad hraničními městy. Brzy se začaly objevovat zprávy o nepokojích a krvavých konfliktech postupujících rebelů. Vyšetřovatel OSN zveřejnil svědectví poukazující na napojení jednotek AFDLC na masakry, při kterých zemřelo na 60 000 lidí. Zatímco členové AFDLC toto tvrzení striktně odmítli, jeden z Mobutových pomocníků uvedl, že podobné násilí se dá v době války očekávat.
V březnu 1997 zahájily povstalecké jednotky pod vedením Kabily ofenzivu a vyhlásili požadavek na kapitulaci Mobutovy vlády. Dne 27. března vstoupily jednotky do Kasengy. Vláda tuto zprávu ale popřela, a tak byla zahájena vlna dezinformací vedená stínovým ministrem pro průběh a vedení války.
Na konci března 1997 byla dlouholetému oponentovi Mobuta, Etiennovi Tshisekedimu, nabídnuta pozice premiéra. Kabila, který tou dobou kontroloval 25% země, odmítal jakoukoli koaliční vládu, a Tshisekediho varoval, že pokud tuto pozici příjme, nebude se moci účastnit nové vlády.
V průběhu dubna postoupila AFDLC dál podél řeky a v květnu 1997 dorazila na okraj Kinshasy. Dne 16. května 1997, po neúspěchu vyjednávacích rozhovorů, obsadil Kabila letiště Lubumbashi. Prezident Mobutu, který se již neměl o koho opřít, uprchl ze země. Kabila se sám prohlásil prezidentem a s okamžitou platností zahájil snahy o zastavení násilí a nastolení pořádku.

## Poválečný vývoj
Po nástupu Kabily do funkce prezidenta se zemí rozlila vlna očekávání. Předpokládaly se velké změny v rozpadlém Mobutově režimu. Poté, co se Kabila dostal k moci, se ale brzy ukázalo, že očekávání byla přehnaná. Kabila byl brzy obviněn, stejně jako jeho předchůdce, z korupce a autoritatismu. Mnoho z jeho demokratických přívrženců jej opustilo. Silnou centralizační kampaní rozvířil nepokoje menšin na východě, které již dříve požadovaly autonomii. Kabila se navíc projevil jako špatný spojenec. Postavil se proti svým dřívějším spojencům ze Rwandy, když nechtěli opustit jeho území. V srpnu 1998 propustil Kabila všechny Tutsie z vlády a představitele Rwandy a Ugandy vyzval, aby odešli.
Rwanda naoko sice vyhověla požadavku prezidenta, aby se z území Demokratické republiky Kongo stáhla, ale zároveň se domluvila se svým spojencem Ugandou o novém napadení země. Bývalí prezidentovi spojenci tak podpořili zformování nových revolučních sil, jež měly za úkol Laurenta-Desirého Kabilu z jeho funkce svrhnout. Po zapojení dalších zemí do konfliktu (Angola, Zimbabwe) tak vypuká Druhá válka v Kongu.

## Jednotky zapojené do konfliktu

### Demokratická republika Kongo
- Spojenectví demokratických sil pro osvobození Konga-Zaire (Alliance des Forces démocratiques pour la Libération du Congo-Zaire, ADFLC): Spojení skupin podporovaných Rwandou a Ugandou, které měly svrhnout Mobutu a podpořit Kabilu

- Banyamulenge: Tutsiové žijící v oblasti Severního a Jižního Kivu

- Ozbrojené síly Zaire (Zairean Armed Forces, FAZ): Armáda podřízená Mobutovi

### Burundi
Národní rada pro obranu demokratických sil pro ochranu demokracie (National Council for the defence of Democracy-forces for the Defense of Democracy, CNDD-FDD): Skupina spadající pod Síly pro ochranu demokracie (FDD)
- Burundské armádní jednotky (Forces Armées Burundaises, FAB): Burundské armádní síly s členstvím Tutsiů, spolupracující s RCD a RDF
- Front de Libération Nationale (FLN nebo FROLINA): Vojenská skupina Hutů vedená Josephem Kalumbou

### Rwanda
- Armée de Libération du Rwanda (AliR): Organizace tvořená konžskými Huty
- Interahamwe: Rwandská militantní skupina Hutů zodpovědná za genocidu, formovala se na východě Konga, kde byla známá jako Rassemblement Démocratique pour le Rwanda
- Rassemblement Démocratique pour le Rwanda(RDR): Nástupce za Interahamwe v Kongu
- Rwandská vlastenecká armáda (Rwandan Patriotic Army, RPA): Národní armáda tvořená Tutsii, později přejmenována na RDF (Rwandské obranné síly)
- Rwandská vlastenecká fronta (Rwandan Patriotic Front, RPF): Odnož rebelské skupiny Tutsiů vedená Paulem Kagamem, zapojená do genocidy 1994

### Uganda
- Allied Democratic Forces (ADF): Skupina rebelů působící na západě Ugandy
- National Army for the Liberation of Unanda (NALU): Skupina rebelů působící na hranicích s Kongem
- Uganda Peoples Defence Force (UPDF): Národní armáda Ugandy